# Josip Matasović
Matasović, Josip (Vrpolje, 18. kolovoza 1892. – Zagreb, 10. veljače 1962.), povjesničar i arhivist, sveučilišni profesor u Skopju i Zagrebu.  Jedna od najmarkantnijih ličnosti hrvatske historiografije 20. stoljeća u koju je putem istraživanja raznovrsnih i često nekonvencionalnih povijesnih izvora uveo paradigmu kulturne, 'male' i 'svakodnevne' povijesti, čime je znatno nadopunio dotad uvriježene spoznaje utemeljene na političkim povijesnim zbivanjima. Time je hrvatska povijesna znanost obogaćena novim pristupom čija afirmacija traje sve do današnjih dana.

## Životopis
Gimnaziju polazio u Vinkovcima, a studij povijesti i geografije u Zagrebu, Zürichu i Beču. Doktorirao je povijesne znanosti 1915. na sveučilištu u Beču. Iste godine se vraća u domovinu te predaje na gimnaziji u Vinkovcima. Tijekom Prvoga svjetskog rata postaje povjerenikom za čuvanje starina u Hrvatskom narodnom muzeju u Zagrebu, a od 1920. do 1924. je kustos u odjelu za umjetnost i obrt istog muzeja. Godine 1924. imenovan je docentom za povijest novoga vijeka na Filozofskom fakultetu u Skopju, gdje je izabran za izvanrednog (1925.) i redovitog (1932.) profesora. Godine 1941. postaje savjetnikom u Ministarstvu bogoštovlja i nastave NDH. Ujedno mu je povjerena dužnost ravnatelja Državnog arhiva u Zagrebu (danas: Hrvatski državni arhiv). Na tome mjestu ostao je do 1958. godine. Od 1943. predaje na Filozofskom fakultetu u Zagrebu, prvo povijest umjetnosti i kulture, a od 1946. profesorom je na katedri za pomoćne povijesne znanosti gdje je predavao do odlaska u mirovinu 1959. godine. U Zagrebu pokreće metodološki vrlo inovativan časopis Narodna starina – časopis za povijest kulture i etnografiju južnih Slovjena kojemu je bio glavni urednik (1922. – 1940.). U Narodnoj starini objavio je niz zapaženih članaka iz povijesti od kojih je najpoznatiji Prilog genealogiji Patačića (1930.), Nekoji fragmenti historije XVIII. stoljeća (1931.) i Knez Lenard kaptola zagrebačkoga kramar (1932. – 1935.), a zajedno s Mirkom Stanisavljevićem komentirao pisma Franje Kulmera pisana Josipu Jelačiću (1932. – 1934.). Preveo je i priredio za tisak dvije knjige Imbre Ignjatovića Tkalca Uspomene iz mladosti u Hrvatskoj (1925. – 1926.).
Matasović je jedna od najoriginalnijih pojava u novijoj povijesti hrvatske historiografije. U razdoblju između dvaju svjetskih ratova, kada u hrvatskoj historiografiji još izrazito prevladava interes za „ratove i mirove“, to jest za političke događaje, protagoniste i institucije, Matasović se promišljeno okrenuo istraživanju materijalne i duhovne svakodnevice novovjekovnih društava u hrvatskim krajevima. Time se na svoj način uklopio u tokove onodobne europske „kulturne povijesti“, koju su svojim klasičnim djelima etablirali Jacob Burckhardt i Johan Huizinga. U duhu tadašnje kulturnopovijesne paradigme, Matasović je nastojao, kroz istraživanje raznorodnih i često nekonvencionalnih povijesnih izvora, ponuditi „portrete vremena“, a činjenice „velike povijesti“ dopuniti i obogatiti, kadšto i relativizirati, uvidima i spoznajama o „maloj povijesti“.

## Važnija djela
- Iz galantnog stoljeća - Kulturnohistorijski fragmenti (1921.)
- Životopis Mije Brašnića 1849. – 1883.
- Prilog povijesti hrvatske historiografije (1922.)
- Das Briege des Grafen Sermagen aus dem siebenjärigen Kriege (1923.)
- Fojnička regesta (1927.)
- U Vinkovcima prije jednog stoljeća – Kulturnohistorijska crtica (1937.)
- Iz prošlosti Vinkovaca i Brodske pukovnije (1994.).

## Nagrade i priznanja
Povodom 10. obljetnice smrti posvećena mu je spomenica (1972.), a jedna ulica na zagrebačkom Črnomercu nosi njegovo ime.

## Vanjske poveznice
- Digitalizirana godišta časopisa Narodna starina